# Librizzi

Ubicació de Librizzi dins la província

Librizzi (sicilià Libbrizzi) és un municipi italià, dins de la ciutat metropolitana de Messina. L'any 2005 tenia 1.830 habitants. Limita amb els municipis de Montagnareale, Montalbano Elicona, Patti, San Piero Patti i Sant'Angelo di Brolo.

## Administració
| Període | Identitat     | Partit        |
| ------- | ------------- | ------------- |
| 2007-   | Renato Cilona | Llista cívica |